# BMW・6シリーズ

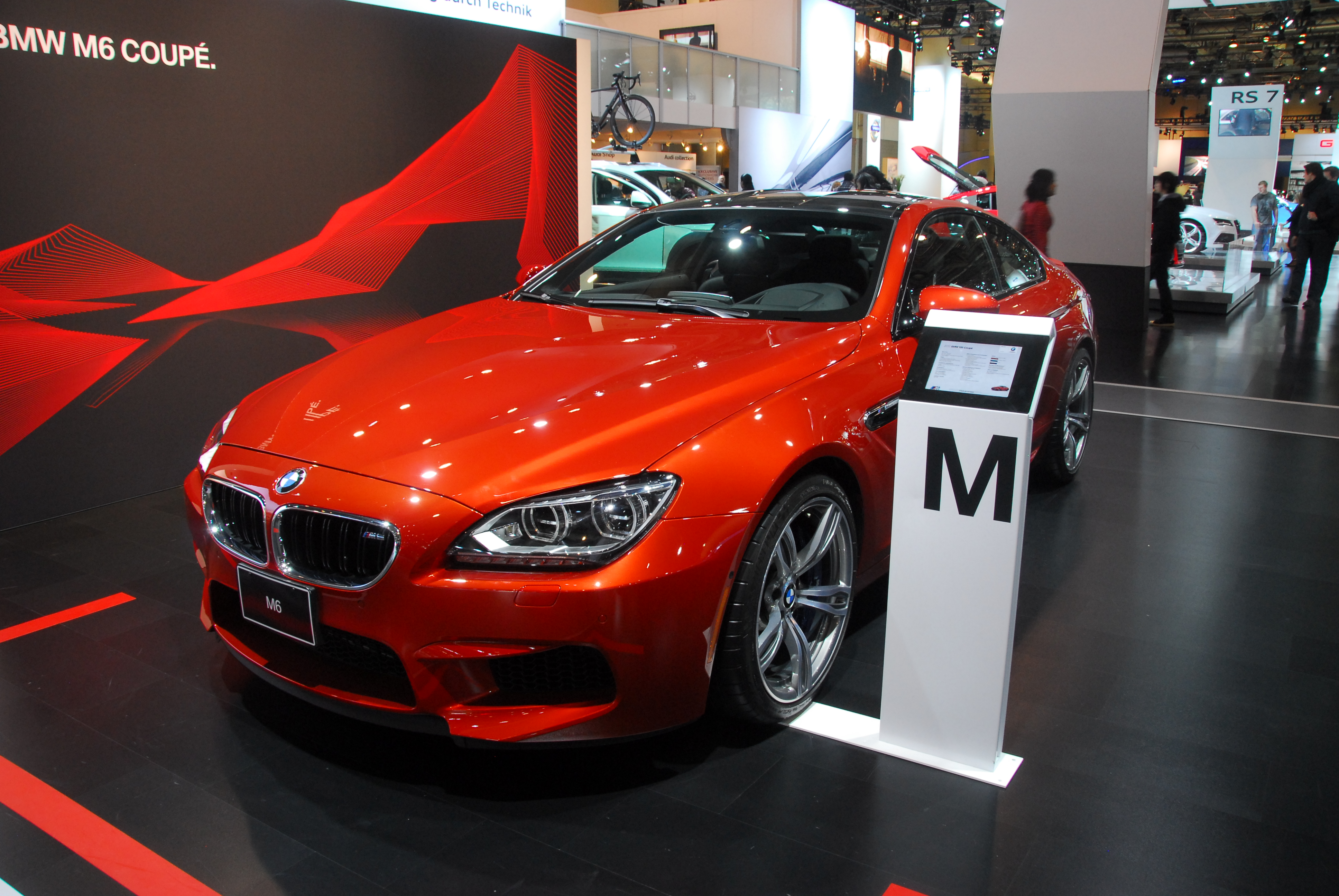
M6（F13）

BMW 6シリーズはドイツの自動車メーカー・BMWが製造・販売している乗用車である。クーペ・カブリオレ・ハッチバックのボディ形式を持つ。
前身モデルは3.0CSである。

## 初代（1977年 - 1989年）E24
初代6シリーズは、1976年のジュネーヴモーターショーにて630CSと633CSiが発表された。当時のBMWのフラッグシップクーペであり、『世界一美しいクーペ』と評された。コードネームはE24。
1978年、635CSiが発表された。専用の3.5Lエンジンを搭載し、トランスミッションは5速MTが採用された。エクステリアではフロントスポイラーやリアスポイラー、サイドストライプが標準装備された。
1979年、小変更を行い、キャブレター仕様の630CSがインジェクター仕様の628CSiに置き換えられた。エンジンは528iからの流用。
1982年、初の大規模マイナーチェンジが行われた。これはベースモデルの5シリーズがフルモデルチェンジを行った為で、サスペンションなどが一新された。また、635CSiについてはエンジンが一新された。内装では5シリーズに準じたドライバーに定期点検を促すSI（サービスインターバル）メーターや、瞬間燃費計が追加された。5シリーズのモデルチェンジと同様、エクステリアに大きな変化は見られなかった。
1987年に最後のマイナーチェンジを行い、新型735i（E32）で採用された第3世代DME（デジタル・モーター・エレクトロニクス）制御のビッグシックスエンジンを採用した。これに伴い、主にアメリカと日本向けの触媒付き仕様の出力が大幅に向上した（185hpから211hpに）。さらに、衝撃吸収バンパーの装着（アメリカ仕様では発売当初から装備）とエアロの標準装備によりエクステリアが大きく変化した。ただし、このいわゆる後期型の635CSiAには賛否両論があり、それゆえ1987年以前の中期型はアイアンバンパーと呼ばれ、6シリーズの本来の美しさを持つ最後のモデルとして好む人も多い。
1989年、生産終了。同年に開催されたフランクフルトモーターショーで事実上の後継モデルとなる8シリーズ（E31）が発表された。
日本仕様車は当時厳重化されていた排出ガス規制により、ほぼ全年式にわたってアメリカ仕様車をベースとしていた。ただし、全グレードでMTが選択できたアメリカと違い、日本仕様車はM6を除いて全車ATを搭載していた点が大きく異なる。

### 日本での販売
| グレード | 販売期間        | エンジン      | 排気量  | 最高出力                                           | 備考 |
| -------- | --------------- | ------------- | ------- | -------------------------------------------------- | --- |
| 633CSiA  | 1977年 - 1984年 | 直列6気筒SOHC | 3,210cc | 180hp                                              | 日本仕様は3速ATのみ設定。日本での価格は969万円。1984年、エクステリアにサイドストライプ、リアスポイラー、Mエンブレムを装着したM633CSiAが追加されたが、これはモデル末期の日本向け最終仕様であり、同価格で発売された。 |
| 635CSiA  | 1985年 - 1989年 | 直列6気筒SOHC | 3,430cc | 185hp（1988年のマイナーチェンジ以降、211hpとなる） | 4速ATを装備（1986年以降プログラムセレクタ付きに進化）。特別仕様の635CSiA エクスクルーシブを設定。日本での価格は968万円（標準仕様）～1,058万円（エクスクルーシブ仕様）。                                             |
| M6       | 1986年 - 1989年 | 直列6気筒DOHC | 3,453cc | 265hp                                              | アメリカと日本での排ガス規制に準じるためにデチューン版エンジンに換装されたモデル。本国であるドイツをはじめその他の国では存在しない。日本での価格は1,298万円。                                                       |

## 2代目（2003年 - 2011年）E63/E64
2003年9月9日、フランクフルトモーターショーで8シリーズ（E31）の事実上の後継モデルとして6シリーズがおよそ14年ぶりの復活を遂げ、ロー&ワイドなフォルムを演出するグラマラスなフェンダーライン、全体としても曲線を基調とした流麗なスタイルへと大胆な変身を遂げた。コードネームはクーペがE63、カブリオレがE64。
特別に用意されたボディカラーやインテリア素材でオーダーメイド可能なプログラム、BMWインディビデュアルが初めて導入された。

### 日本での販売
645Ci（2003年10月 - 2005年9月）：1,063万円
N62型V型8気筒DOHCエンジン、総排気量：4,398cc、バルブトロニック採用。
最高出力：333PS（245kW）/6,100rpm、最大トルク：45.9kgm（450Nm）/3,600rpm、燃費（10/15モード）：7.7km/L。
トランスミッションはマニュアルモード付6速ATとシーケンシャル式6速セミATのSMGを選択可能。
ステアリングは左/右ともに選択可能。
645Ciカブリオレ（2004年2月 - 2005年9月）：1,136万円
基本スペックはクーペに準ずる。
630i（2004年10月 - ）：930万円
N52型直列6気筒DOHCエンジン、総排気量：2,996cc、バルブトロニック採用。
最高出力：272PS（200kW）/6,650rpm、最大トルク：32.1kgm（315Nm）/2,750rpm、燃費（10/15モード）：9.9km/L。
2005年10月にこれまでカブリオレのみであったセキュリティシステムを付加するなど年次改良が行われる。
トランスミッションはマニュアルモード付6速ATのみ。
ステアリングは右のみ。
BMW伝統のシルキーシックスを搭載。
650i（2005年10月 - ）：1,180万円
N62型V型8気筒DOHCエンジン、総排気量：4,798cc、バルブトロニック採用。
最高出力：367PS（270kW）/6,300rpm、最大トルク：50.0kgm（490Nm）/3,400rpm、燃費（10/15モード）：7.6km/L。
トランスミッションはマニュアルモード付6速ATとシーケンシャル式6速セミATのSMGを選択可能。
ステアリングは左/右ともに選択可能。
2005年10月の年次改訂にあわせ排気量を拡大するなど、実質的には645Ciのマイナーチェンジ版。
650iカブリオレ（2005年10月 - ）：1,260万円
基本スペックは650iに準ずる。

#### M6

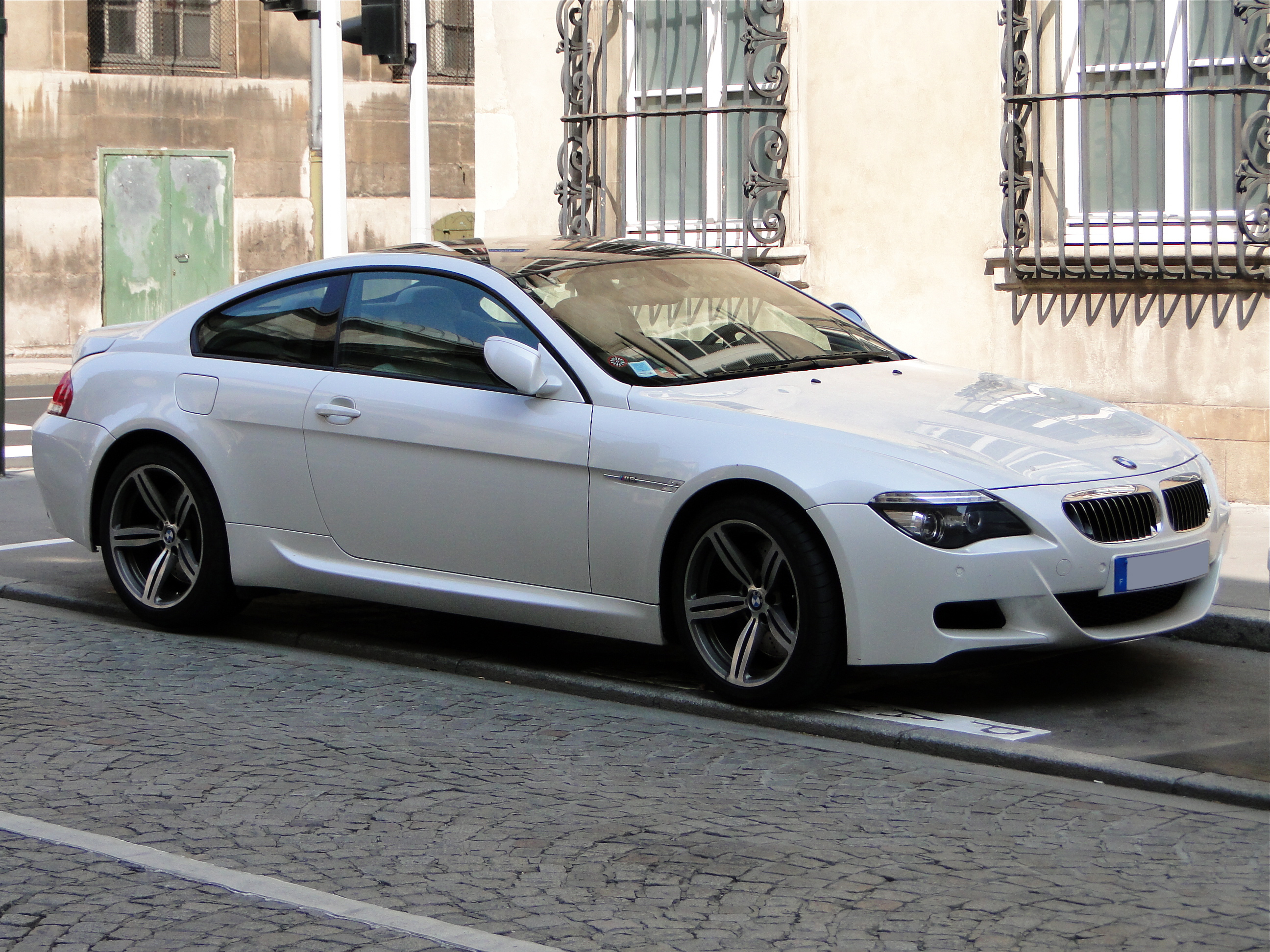
クーペ（E63）
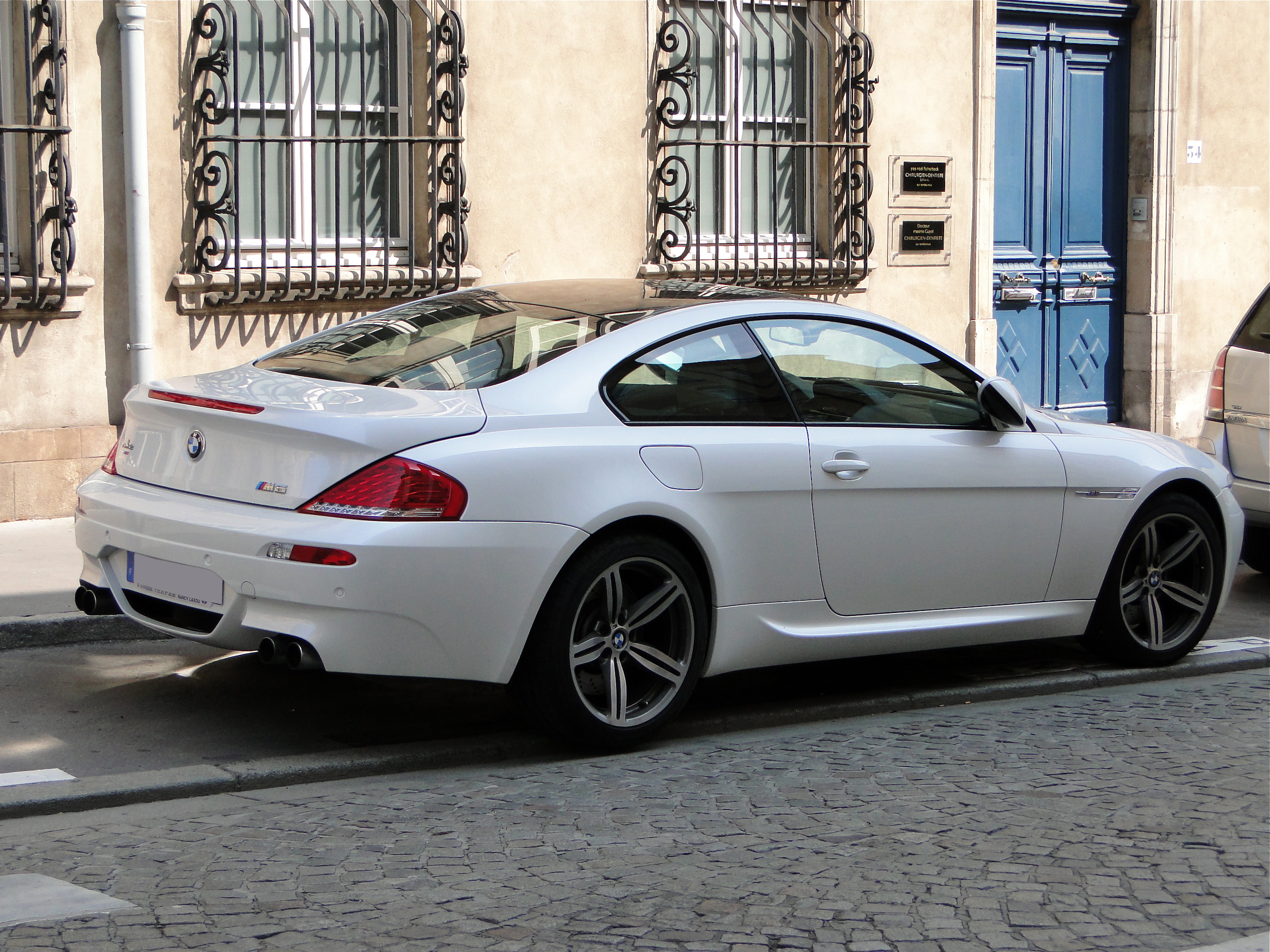
クーペ（E63）

BMW Mがチューニングした高性能スポーツモデル。2003年12月17日、BMWはドイツ公共放送連盟の記者会見で、「正式なM6の呼称はE63/E64から制定する」との見解を発表した。
クーペ（2005年9月 - ）：1,640万円
S85型V型10気筒DOHCエンジン、総排気量：4,999cc。
最高出力：507PS（373kW）/7,750rpm、最大トルク：53.0kgm（520Nm）/6,100rpm。
トランスミッションはパドルシフト付シーケンシャル7速セミATであるSMG-Drivelogicを採用
ステアリングは左/右ともに選択可能。
カブリオレ（2006年9月 - ）：1,700万円
基本スペックはクーペに準ずる。
- クーペ（E63）
- クーペ（E63）

## 3代目（2011年 - 2019年）F12/F13/F06

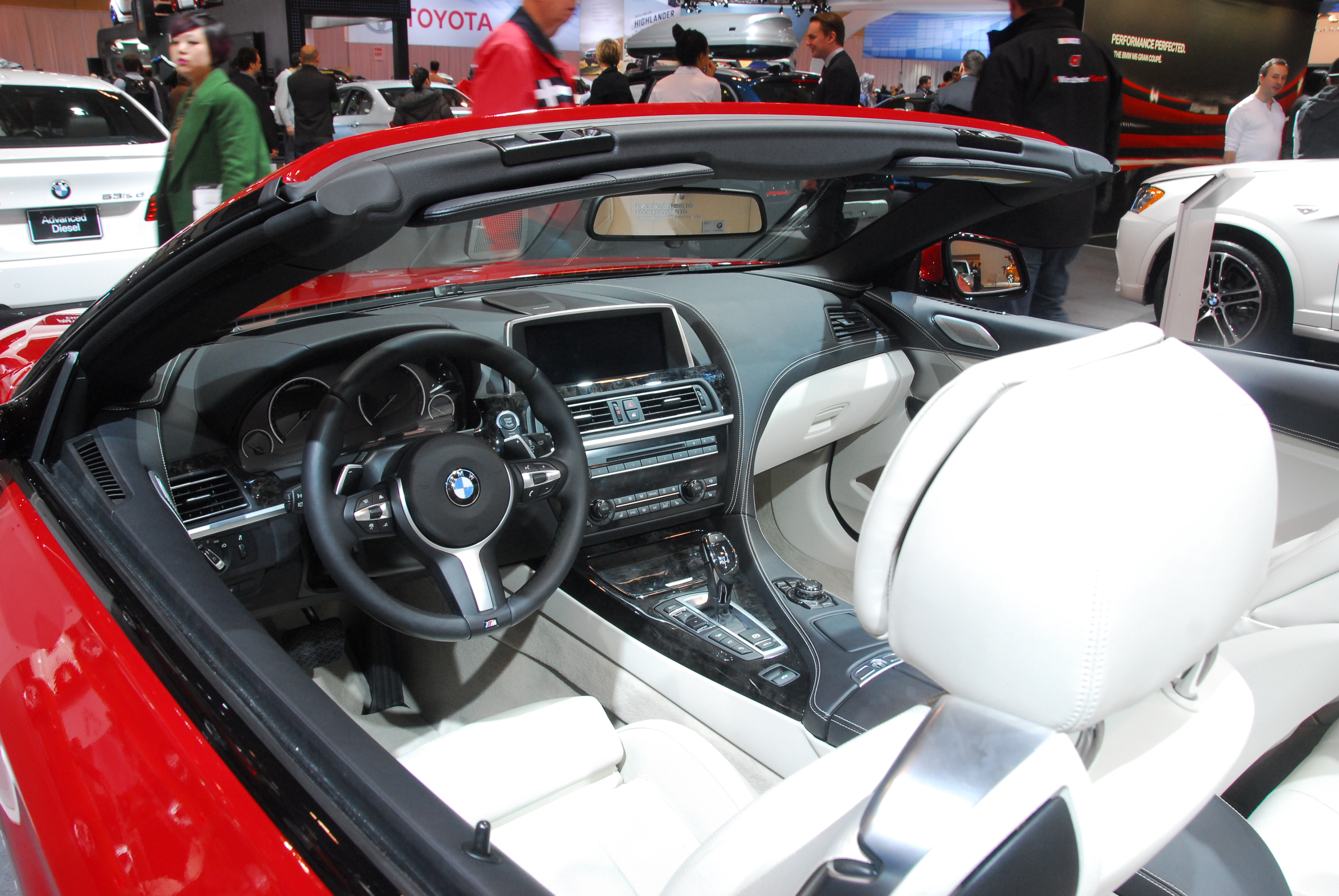
インテリア

2010年9月30日、パリモーターショーで「コンセプト6シリーズクーペ」を発表。2011年1月10日にデトロイトモーターショーで新型6シリーズのカブリオレが発表された。続き同年3月1日のジュネーヴモーターショーではクーペが、2012年3月6日のジュネーヴモーターショーでグランクーペ（4ドアクーペ）がそれぞれ発表・発売された。コードネームはカブリオレがF12、クーペがF13、グランクーペがF06。
ドライブトレーンは、「640i」には最高出力320PS、最大トルク45.9kgmを発揮する直列6気筒ターボ、「650i」には最高出力407PS、最大トルク61.2kgmのV8ツインターボ（N63B44A型）が搭載された。先代は自然吸気エンジンのみであったが、3代目ではターボ化により大幅な出力アップと燃費向上を達成した。同時に乗り心地やハンドリングなどを総合的に管理する「ダイナミック・ダンピング・コントロール」も標準装備され、更に快適性を優先した「コンフォート・プラス」モードが特別に装備された。他国では3.0L直列6気筒ツインターボディーゼルであるN57を搭載した「640d」や、V8エンジン搭載車の4WD仕様「650i xDrive」も設定されたが、日本には導入されなかった。エアサスは搭載されず、全車コイルスプリングサスペンションとなっている。なお650iに搭載したN63B44A型は野心的なエンジンであったが複数の問題点が存在しており、発売後ほどなくしてN63B44B型(世界的にはN63B44O1 (N63TU))に換装されている（詳細はBMW・N63エンジンを参照）。
フロントグリルのデザインは角度が若干強められるなど、"シャークノーズ（サメの鼻先）"デザインをさらに強調したものとなった。デザインのテーマは「水」とされ、エレガントに流れるボディラインにそれが表現されている。エンジンの冷却があまり必要ない場合にグリルのエアフラップが閉じて、空力性能を優先させる「アクティブ・エアフラップ・コントロール」や、アイドリングストップ機構「オートスタートストップ」が標準装備された。特別に用意されたボディカラーやインテリア素材でオーダーメイド可能なプログラム、BMWインディビデュアルが導入された。
640iおよび650iには4輪操舵機能（4WS）である「インテグレイテッド・アクティブ・ステアリング」が搭載された。走行速度に応じてフロント/リアホイールの切れ角が最適にコントロールされ、高速域での車体の安定性が向上し、最小回転半径も先代が5.7mだったところを5.3mに縮小している（640iクーペでの数値）。ドアやエンジンフードはアルミ製、トランクフードはグラスファイバー複合素材製、フロントサイドパネルはサーモプラスチック製を用いるなど軽量化に努めている。オプションでは電子制御により路面状況にあわせて減衰力を調節する「ダイナミック・ダンパー・コントロール」や「LEDヘッドランプ」などが設定された。
センターコンソールの液晶画面は10.2インチが採用された。「650i」で標準、「640i」でオプション扱いの「ダイナミック・ダンピング・コントロール」はシフトレバーの横にボタンが装着され、スポーツやスポーツ・プラスモードを選択すると、アクセルオフ時にマフラーから激しい炸裂音が出るように設定されている。

### カブリオレ
全長×全幅×全高＝4895×1895×1365mmで、3モデルの中で最も背が低くなっている。ソフトトップを採用し、幌の開閉は電動式で40km/h以下であれば開閉操作であった。トランク容量はオープン時でも300L（クローズ時は350L）を確保した。2+2のシートを備える。リヤウインドウはほぼ垂直に取り付けられ、その左右に後ろの流れるフィンを取り付けたスタイルは先代から継承された。車重は640iが1930kg、650iが2050kgであった。

### クーペ
全長×全幅×全高＝4894×1894×1369mmで、先代と比較して74mm長く、39mm幅広く、5mm低くなった。ホイールベースも75mm延長され2855mmとなった。クーペの後部座席はミニマムな設計で、事実上2+2の構成になっている。後席中央にはスキー板のような長尺物を収納するための開口部が設けられている。

### グランクーペ
後席スペースの確保のため、ホイールベースがクーペより113mm長い2968mmとされ、車体全長も5mを超え、7シリーズより6cm短いだけの巨体となった。全長だけでなく全高も後席の室内を確保するために2cmほど車高が高くなっている。後席は3人着座可能とされるが、センターコンソールがセンターシートまで伸びているため足元空間が存在せず、シートのうえに正座をするか大股をあけてセンターコンソールをまたいで座る必要があり、事実上後席は2名乗車が限度である。トランク容量は2ドアクーペと同じ460Lを確保し、リアシートを倒すことで最大1265Lに増やすことが出来た。「グランクーペ」は単純にシャシーを延長してドアを4枚にしただけではなく、乗り味も安定側に変えられており、扱いやすいハンドリングとなっている。グランクーペは遅れて発売されたため、650iグランクーペのエンジンは様々な問題を抱えるN63B44A(407馬力)ではなく、改良されたN63B44B(450馬力)となっている。
マイチェン後のMスポーツのグランクーペ（640iおよび650i共）では、個別のオプション装備として選択の有無が存在するのは電動ガラス・サンルーフのみであり、その他の装備は全て標準装備となっていた。一方、Mスポーツではない標準モデルでは、マイチェン後であってもヘッドアップディスプレイやソフトクローズドアなどがオプションとなっている。650iグランクーペのみ、2つの上級パッケージオプションが用意された。1つがフロントベンチレーションシートやリヤヒートシーター、4ゾーンエアコンがセットになったコンフォートパッケージ（45万円）であり、もう1つがダッシュボードやセンタートリムやドアトリムにまでナッパレザーを使用したエクスクルーシブ・ナッパ・レザーパッケージ（38万円）だった。

### 日本での販売
- 2011年

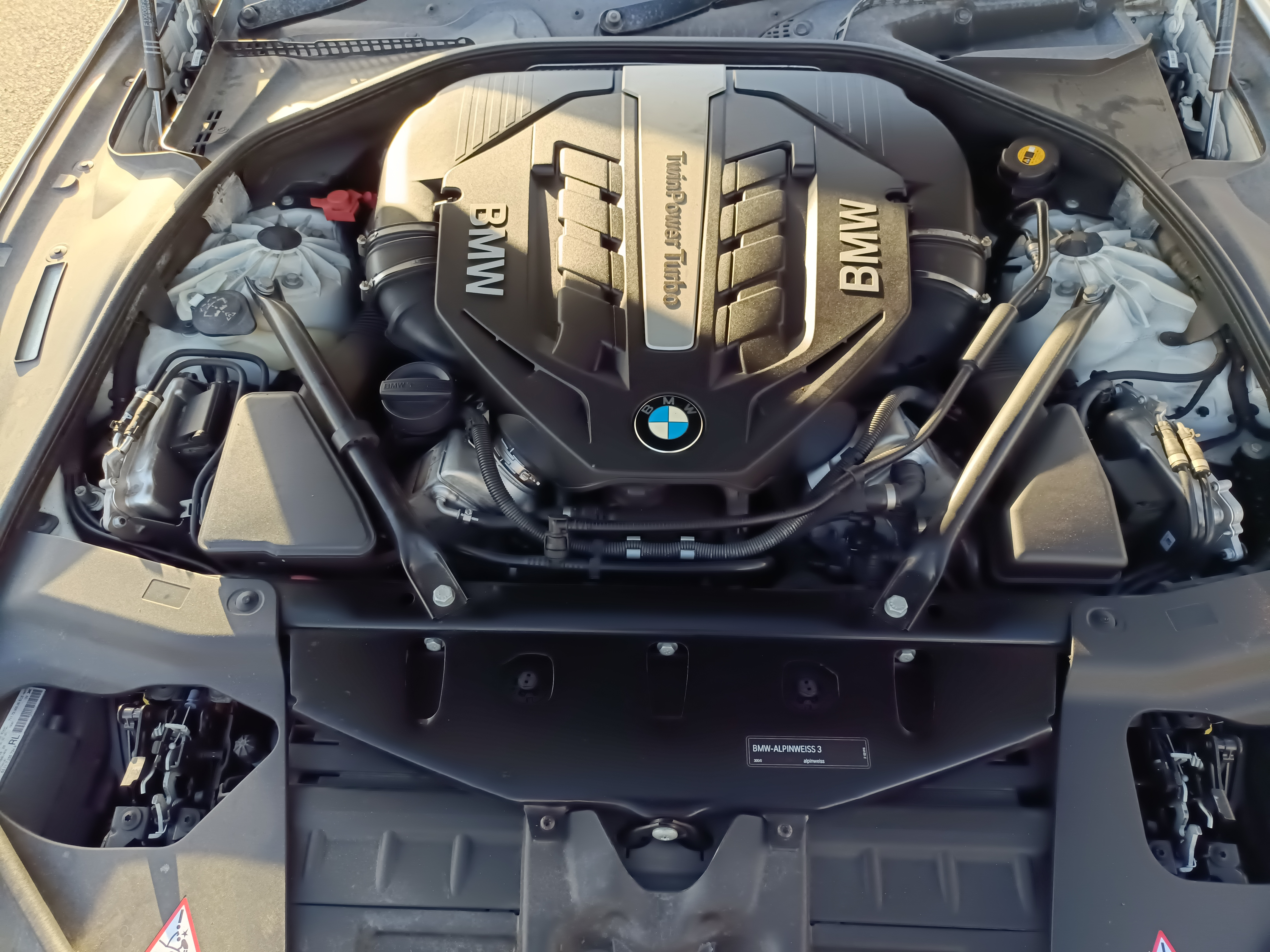
BMW F06 650iに搭載されたN63B44B

  - 2月24日 - カブリオレを発売。納車は2011年4月より開始された。
  - 8月5日 - クーペを発売。
- 2012年
  - 6月5日 - 640iグランクーペが発売。650iグランクーペは遅れて秋に投入された[4]。
  - 8月23日 - 650iのV8ツインターボエンジンがN63B44A型からN63B44B型に変更され、動力性能が約10%向上した。インテークバルブのリフト量を無段階に可変制御するバルブトロニックが採用され、最高出力450PS、最大トルク66.3kgmとなった。停車中の燃料消費を削減するエンジン・オート・スタート/ストップ機能や「ECO PRO」モード付きのドライビングパフォーマンスコントロールなどを採用し、従来（N63B44A型）と比して、燃費が最大25%改善した。
- 2013年8月30日 -「ドライビングアシスト」「BMW SOSコール」「BMWテレサービス」が3シリーズ・7シリーズと共に全車に標準装備となった[8]。

ドライビングアシストとは、近接レーダーやカメラで車線の逸脱をドライバーに警告する「レーン・ディパーチャー・ウォーニング」、衝突の危険性が高まった際にドライバーに警告を発する「前車接近警告機能」、追突事故が避けられないと判断した場合に自動ブレーキが作動し、衝突回避や被害軽減をはかる「衝突回避・被害軽減ブレーキ」の3種類。歩行者検知機能も採用され、歩行者の接近を感知しドライバーへの警告と衝突回避・被害軽減ブレーキを作動させる。
- 2014年5月8日 - 安全装備と運転支援装備を更に拡充。「M6」を含む「6シリーズ」の全モデルに「iDriveコントローラー」に指先を使った手書き入力や地図の拡大／縮小を可能とするタッチパッドが装備された[9]。またV8エンジンを搭載するM6と650iに、安全な車線変更をサポートする「レーン・チェンジ・ウォーニング」を装備した。650iのみには前方の車両との車間距離を維持しながら加減速を調節し、低速走行時には車両停止まで制御する「アクティブ・クルーズ・コントロール」が搭載された[9]。これまでも装備されていた「衝突回避・被害軽減ブレーキ」も、従来のカメラ監視システムにミリ波レーダーを追加ことで、制御の精度が高められた[9]。
- 2015年7月2日 - 一部改良され、後期モデルが発売開始[10]。

新デザインのアダプティブLEDヘッドライトが全モデルで標準装備となり、ヘッドライトユニット下部にあったLEDのラインが削除された。ハンドルのエアバックが小型化され円形となり、サイドミラーにはウインカーランプが追加、タイヤはランフラットタイヤが標準となる。サイドマーカーの形状も変更された。「640i」「650i」のスタンダードモデルについては、キドニーグリルの縦フィンの立体造形が変更され、フロントエプロンとリアスカートにはクロムインサートが施された。装備面では「BMWコネクテッドドライブ・プレミアム」が標準採用され、従来640iには装備されていなかった「アクティブ・クルーズコントロール（ストップ＆ゴー機能付き）」などからなる運転支援システム「ドライビングアシスト・プラス」や、「レーンチェンジ・ウオーニング」が全車に標準装備となった。また「マルチディスプレイ・メーターパネル」や、車速やルート案内などの情報をフロントウインドウに投影する「BMWヘッドアップディスプレイ」も標準装備となった。2015年6月当時の価格は、クーペ：1023-1766万円、カブリオレ：1121-1833万円　グランクーペ：1057-1802万円。
- 2016年11月 - BMWの創立100周年を記念した「640iグランクーペ Celebration Edition“Exclusive Sport”（セレブレーションエディション エクスクルーシブスポーツ）」を33台限定で発売した[11]。

「640iグランクーペ Mスポーツ」をベースとして、「ブラック・サファイア」のボディカラーや大径20インチアロイホイール、専用のアルミウィンドウモールディングが装備され、コニャックとブラックのカラーを採用したエクスクルーシブナッパレザーや、ピアノフィニッシュブラックトリム、フロントベンチレーションシートが装着された。価格は1340万円。トップビュー＋サイドビューカメラ、ダイナミックダンピングコントロールや、16個のスピーカーからなるharman/kardonサラウンドサウンドシステムなども特別装備とされた。
| グレード          | 発売      | エンジン型式 | エンジン                 | 排気量  | 最高出力       | 最大トルク             | 変速機 | ハンドル位置 | ドア数 | 駆動方式 | 価格（M Sport） |
| ----------------- | --------- | ------------ | ------------------------ | ------- | -------------- | ---------------------- | ------ | ------------ | ------ | -------- | --------------- |
| 650i カブリオレ   | 2011年2月 | N63B44B型    | V型8気筒DOHCツインターボ | 4,394cc | 450PS/5,500rpm | 66.3kgm/2,000-4,500rpm | 8速AT  | 左/右        | 2      | FR       | 15,620,000円    |
| 640i カブリオレ   | 2011年2月 | N55B30A型    | 直列6気筒DOHCターボ      | 2,979cc | 320PS/5,800rpm | 45.9kgm/1,300-4,500rpm | 8速AT  | 右           | 2      | FR       | 12,800,000円    |
| 650i クーペ       | 2011年8月 | N63B44B型    | V型8気筒DOHCツインターボ | 4,394cc | 450PS/5,500rpm | 66.3kgm/2,000-4,500rpm | 8速AT  | 左/右        | 2      | FR       | 14,620,000円    |
| 640i クーペ       | 2011年8月 | N55B30A型    | 直列6気筒DOHCターボ      | 2,979cc | 320PS/5,800rpm | 45.9kgm/1,300-4,500rpm | 8速AT  | 右           | 2      | FR       | 11,810,000円    |
| 650i グランクーペ | 2012年6月 | N63B44B型    | V型8気筒DOHCツインターボ | 4,394cc | 450PS/5,500rpm | 66.3kgm/2,000-4,500rpm | 8速AT  | 左/右        | 4      | FR       | 14,850,000円    |
| 640i グランクーペ | 2012年6月 | N55B30A型    | 直列6気筒DOHCターボ      | 2,979cc | 320PS/5,800rpm | 45.9kgm/1,300-4,500rpm | 8速AT  | 右           | 4      | FR       | 12,160,000円    |

#### M6
BMW Mがチューニングした高性能スポーツモデル。M6は発売が2012年の遅かったために、問題があるS63B44Aは使用されず、改良型のS63B44Bが搭載された。
- 2012年4月10日 - M6クーペとM6カブリオレが発売された。最高出力560PS、最大トルク69.3kgmのV8ツインターボエンジンが搭載される。
- 2013年1月16日 - M6グランクーペが発売された。
- 2014年5月8日 - 安全装備と運転支援装備を拡充。
- 2015年7月2日 -「コンペティションパッケージ」を発売。最高出力575PS、最大トルク69.3kgmを発揮する。
- 2016年7月9日 -「セレブレーションエディション コンペティション」を発売。最高出力600PS、最大トルク71.3kgmを発揮する。

| グレード        | 発売      | エンジン型式 | エンジン                 | 排気量  | 最高出力       | 最大トルク             | 変速機 | ハンドル位置 | ドア数 | 駆動方式 | 価格         |
| --------------- | --------- | ------------ | ------------------------ | ------- | -------------- | ---------------------- | ------ | ------------ | ------ | -------- | ------------ |
| M6 クーペ       | 2012年4月 | S63B44B型    | V型8気筒DOHCツインターボ | 4,394cc | 560PS/6,000rpm | 69.3kgm/1,500-5,750rpm | 7速DCT | 左/右        | 2      | FR       | 18,910,000円 |
| M6 カブリオレ   | 2012年4月 | S63B44B型    | V型8気筒DOHCツインターボ | 4,394cc | 560PS/6,000rpm | 69.3kgm/1,500-5,750rpm | 7速DCT | 左/右        | 2      | FR       | 19,630,000円 |
| M6 グランクーペ | 2013年1月 | S63B44B型    | V型8気筒DOHCツインターボ | 4,394cc | 560PS/6,000rpm | 69.3kgm/1,500-5,750rpm | 7速DCT | 左/右        | 4      | FR       | 19,290,000円 |

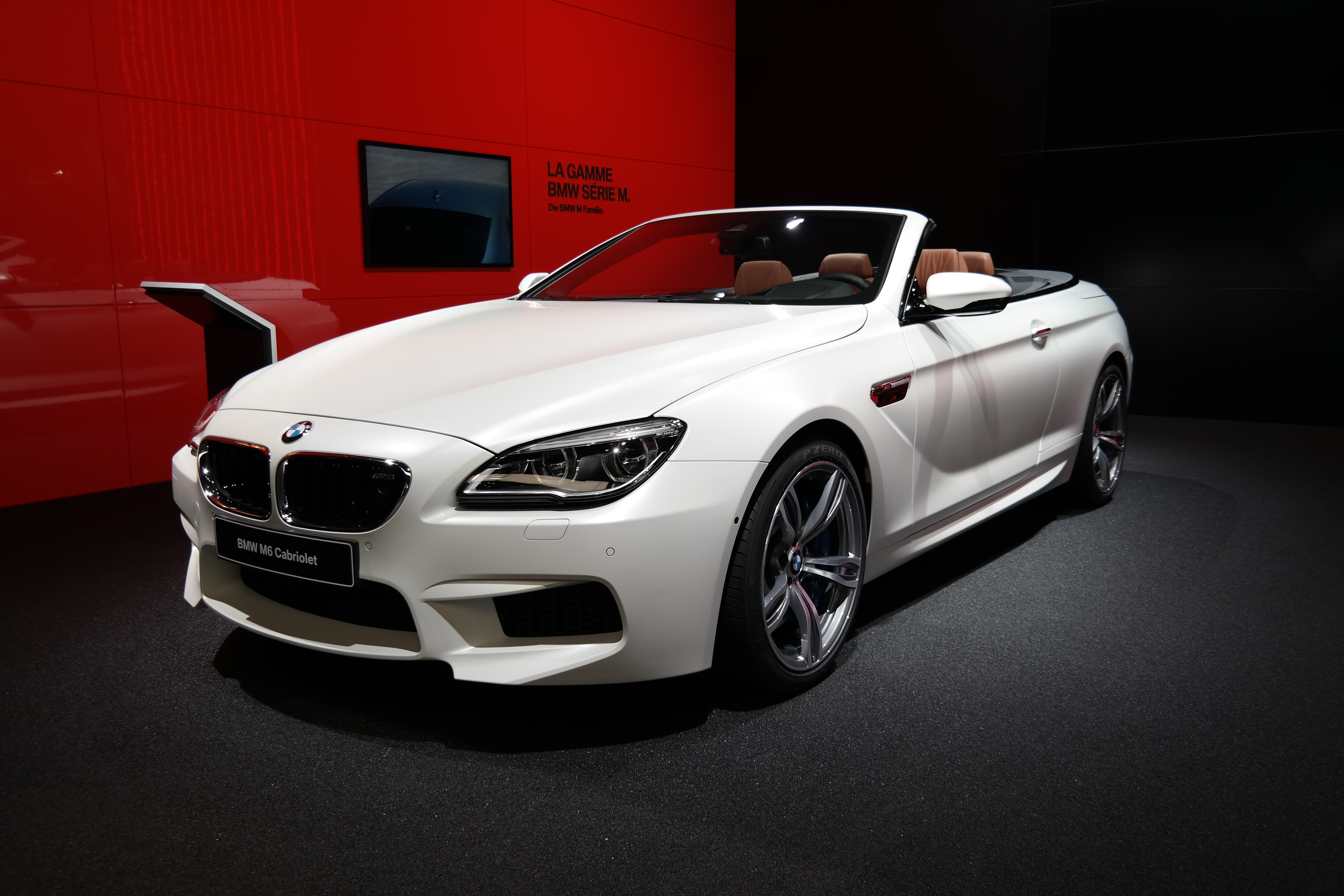
カブリオレ（F12）
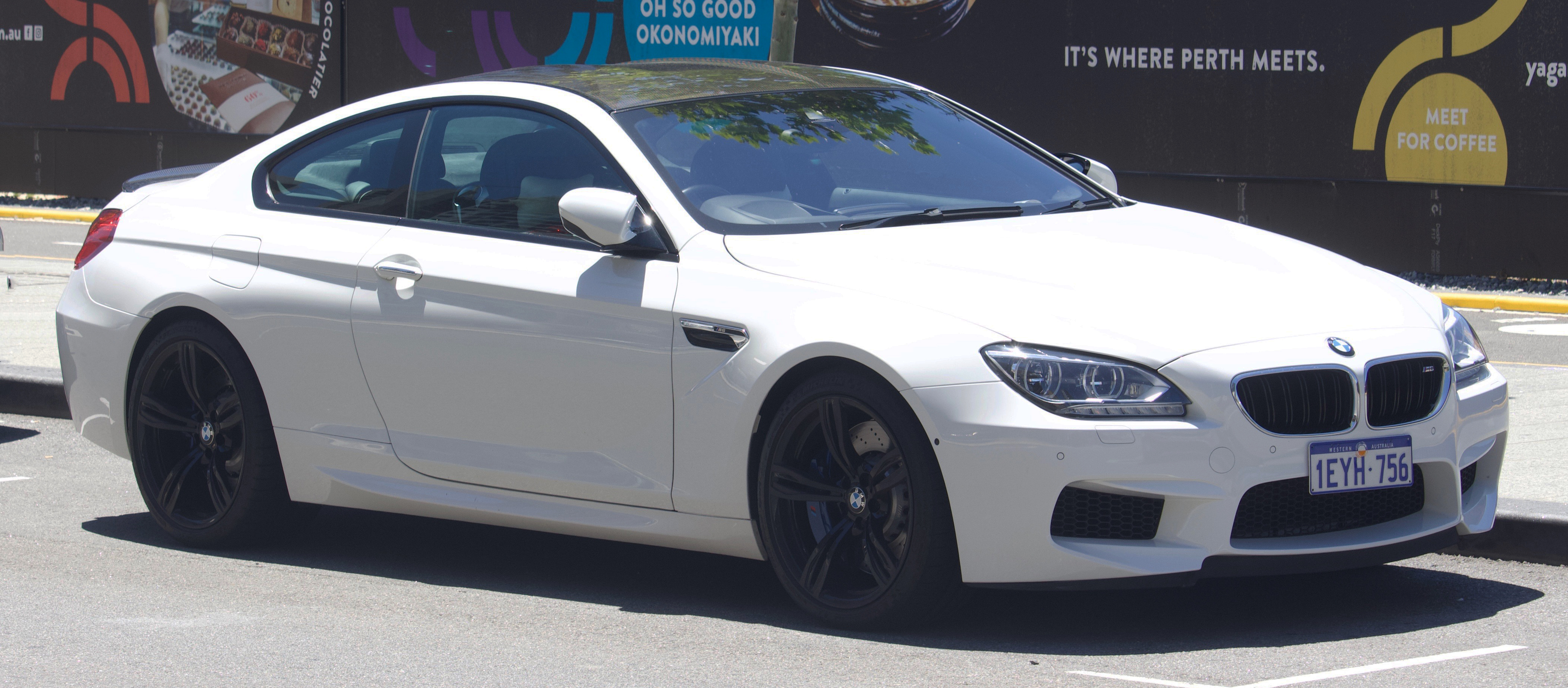
クーペ（F13）
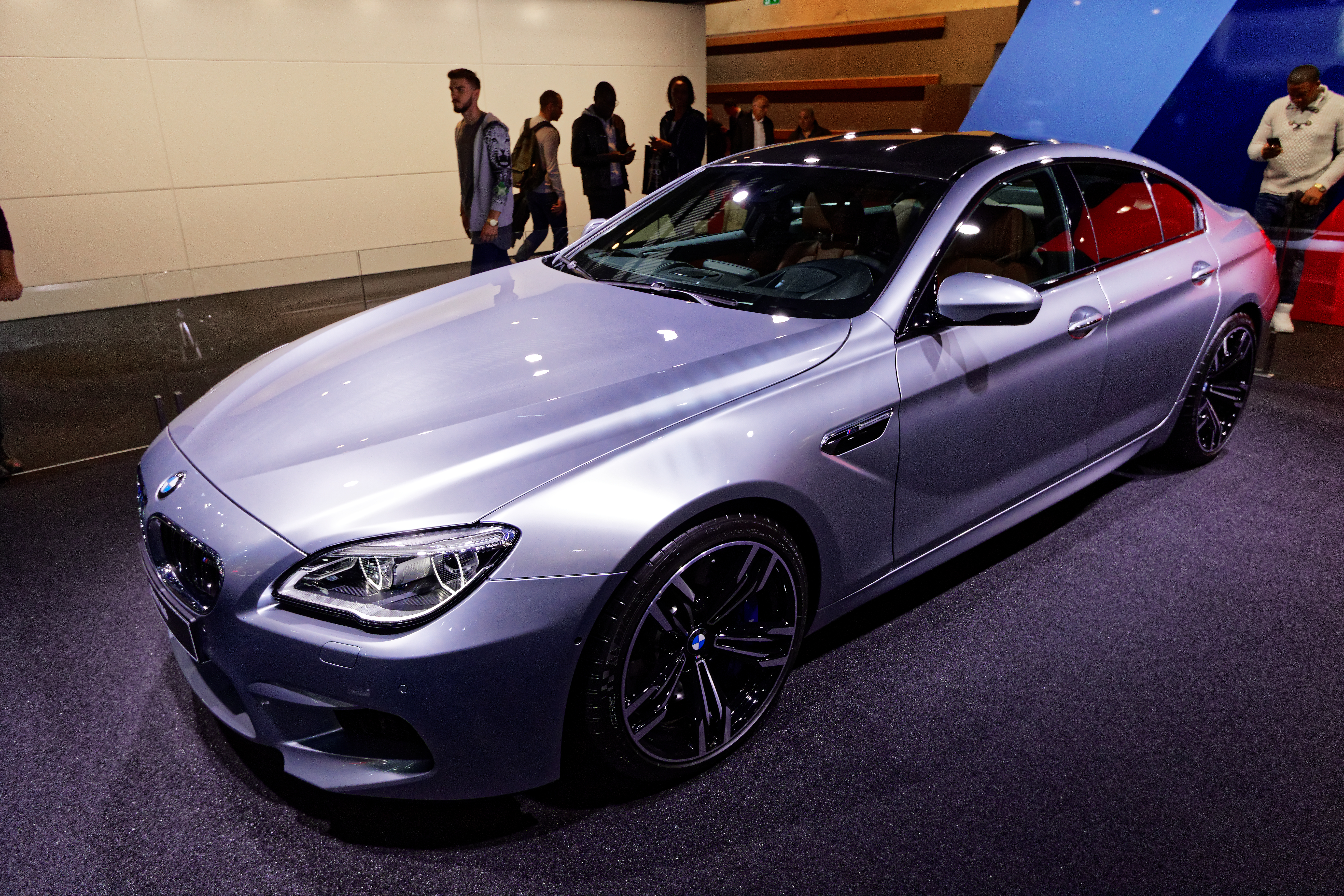
グランクーペ（F06）
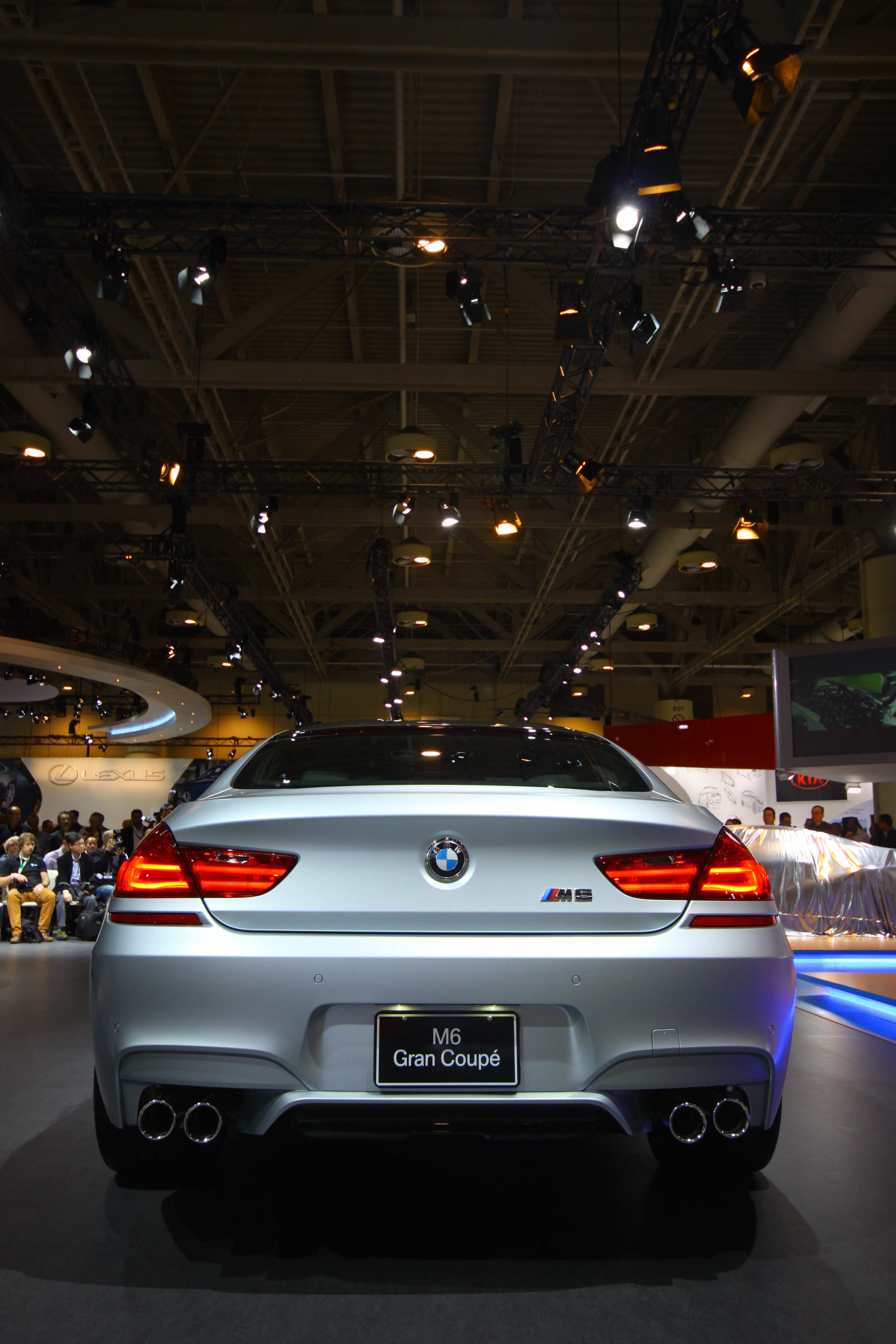
グランクーペ（F06）

### モータースポーツ

#### M6 GT3

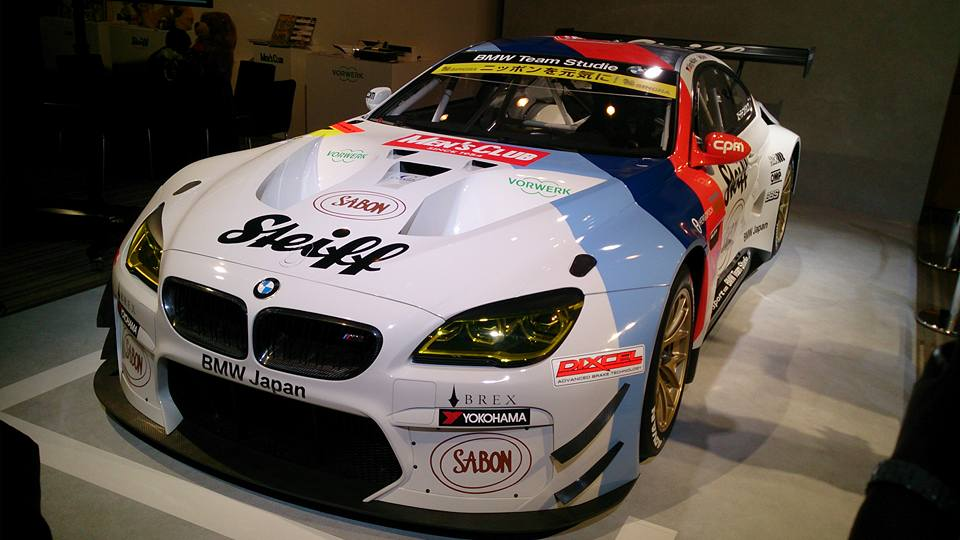
Studie BMW M6 GT3

グループGT3仕様のM6 GT3は、2016年にZ4 GT3の後継機としてデビューした。その年のスパ24時間レースで総合優勝を収めた。日本のSUPER GTにも参戦し、世界中のシリーズで使用された。2022年から後継機であるM4 GT3へ移行した。

#### M6 GTLM

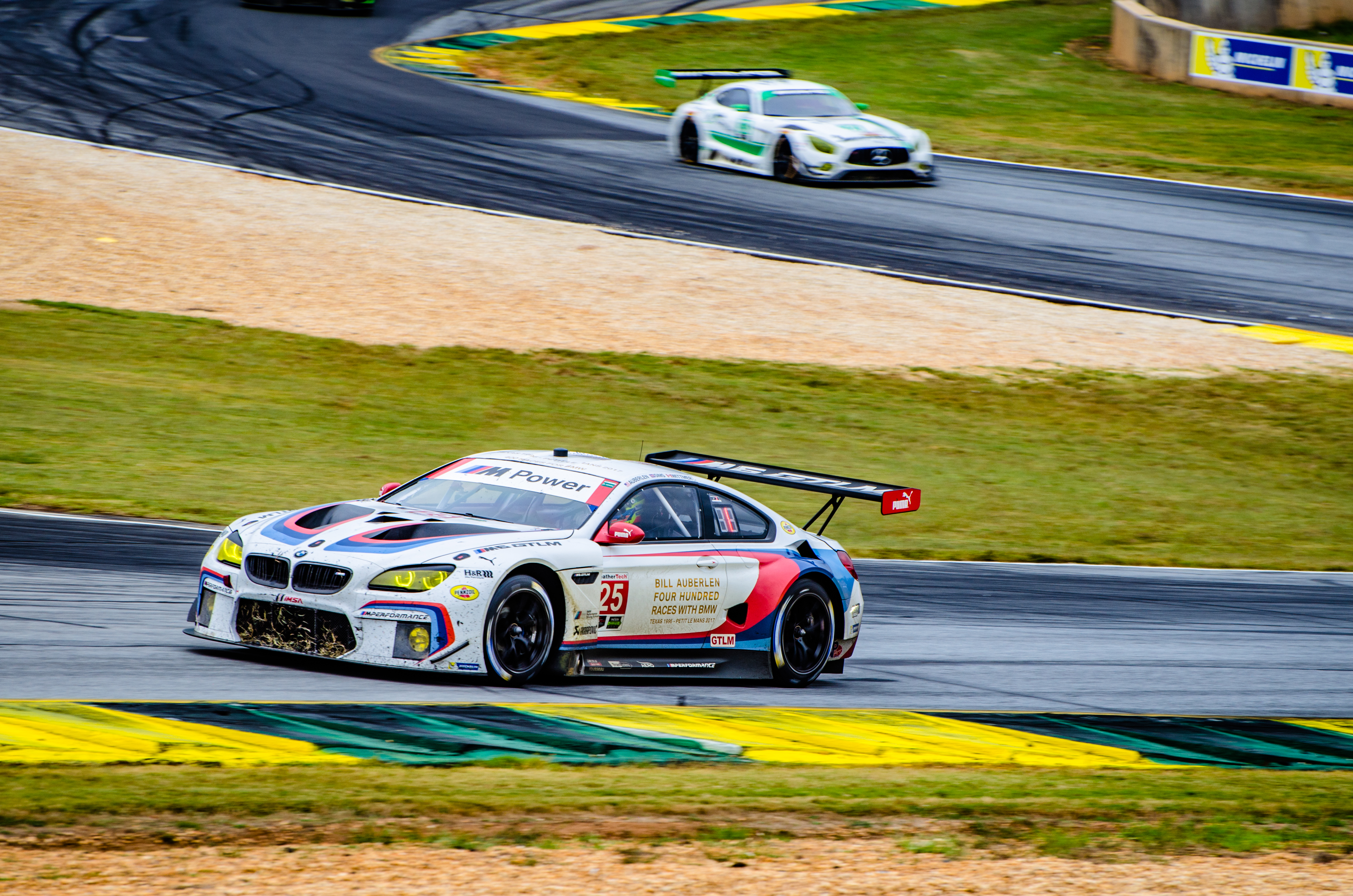
M6 GTLM（2017年）

M6 GTLMは、IMSA ウェザーテック・スポーツカー選手権に参戦するために製作されたM6のLM-GTE仕様である。Z4 GTEの後継機にあたる。2016年にデビューし、チーム RLLによってエントリーされ、2017年シーズンには4度にわたりクラス優勝した。2018年に後継機M8 GTEへ移行した。

## 4代目（2017年 - 2023年 ）G32
5シリーズファミリーに属し、インテリアは5シリーズセダン（G30）/ツーリング（G31）と共通のデザインが採用された。しかし車体は7シリーズをベースに設計されており大型化した。ファストバック（5ドアサルーン）のみの設定であったため、6シリーズグランツーリスモと呼ばれ、しばしば6シリーズGTという表記もなされた。コードネームはG32。2ドアカブリオレ、2ドアクーペ、4ドアクーペ（グランクーペ）は8シリーズ（G14/G15/G16）に移行した。
ガソリンエンジンは4気筒の630iと、6気筒（B58B30）の640iがあり、それぞれにFRと4WD（xDrive）が用意された。ディーゼル車は、2.0L直列4気筒の620d、3.0L直列6気筒を搭載する630dおよび640dが発売され、640dはxDrive搭載車のみであった。V8搭載車は設定されなかった。先代に引き続き4WS機構である「インテグレイテッド・アクティブ・ステアリング」が搭載されたグレードが設定された。後輪のみエアサスペンションが搭載された。
5ドアハッチバッククーペスタイルながら、先代と比較して十分な全高（1.5m以上）を確保することで後部座席の居住性を向上させているが、7シリーズをベースにしていることもあり全長5mを超える大柄な車体となった。前述のとおり後輪には4WSが採用され、旋回半径の短縮に貢献している。アルミニウム製のボンネットやドアを採用したが、640iでは装備品を加えると2t前後の重量となった。4輪エアサスやリヤ自動可変スポイラーも装備された。リヤハッチはクーペスタイルながら自動開閉システムを採用した。トランク容量は5シリーズツーリングをも上回る容量となった。後部座席には、電動ローラーブラインド（側面）や、エンターテイメントシステム、電動リクライニング機能などが装備されたグレードが設定された。
2020年5月27日、マイナーチェンジが発表される。内外装とパワートレイン、運転支援システムが更新された。更新内容は同時に発表された5シリーズに準じた内容となっている。全グレードで2021年施行予定の新排出ガス基準「ユーロ6d」をクリアした。4気筒と6気筒エンジン車には48Vのスタータージェネレーター（8馬力）を備えたマイルドハイブリッドシステムが導入された。フロントバンパーではキドニーグリルが大型化された。ヘッドランプも細めのデザインに変更され、オプションでレーザーライトも選択できるようになった。操作系では「オペレーティングシステム7.0」と、音声コマンド操作が可能になった「BMWインテリジェントパーソナルアシスタント」を装備。5シリーズが10.25インチサイズの液晶モニターを装備したのに対して、6シリーズ グランツーリスモでは12.3インチサイズが標準装備された。

### 日本での販売
2017年10月23日、5シリーズグランツーリスモ（F07）の後継モデルとしてが発売された。日本へ導入されたパワートレインは、ガソリンが3.0L直列6気筒の640i（4WDのみ）、直列4気筒の「630i」およびディーゼルの「623d」（それぞれFRのみ）であった。
2018年にLuxuryとM sportが導入された際、日本市場では「640i」が廃止され、4気筒ガソリンエンジンの「630i」とディーゼルの「623d」のみとなり、それぞれLuxuryとM sportのグレードが用意されるのみとなった。

### 販売終了
6シリーズ グランツーリスモは2023年8月に生産終了した。後継車種はない。アウディ・A7と比較すると、実用面では勝っていたものの洗練性では劣り、販売面では苦戦を強いられた。5シリーズファミリーの中では最も売れ行きの少ないモデルであった。6シリーズ グランツーリスモの販売終了に伴い、BMWの6シリーズは再び欠番となった。

### グレード構成（発売開始時）
| グレード                     | 発売       | エンジン型式 | エンジン                      | 排気量  | 最高出力       | 最大トルク             | 変速機 | ハンドル位置 | ドア数 | 駆動方式 | 価格（M Sport） |
| ---------------------------- | ---------- | ------------ | ----------------------------- | ------- | -------------- | ---------------------- | ------ | ------------ | ------ | -------- | --------------- |
| 640i xDrive グランツーリスモ | 2017年10月 | B58B30B型    | 直列6気筒DOHCターボ           | 2,997cc | 340PS/5,500rpm | 45.9kgm/1,380-5,200rpm | 8速AT  | 右           | 5      | 4WD      | 10,810,000円    |
| 630i グランツーリスモ        | 2018年8月  | B48B20B型    | 直列4気筒DOHCターボ           | 1,998cc | 258PS/5,000rpm | 40.8kgm/1,550-4,400rpm | 8速AT  | 右           | 5      | FR       | 9,010,000円     |
| 623d グランツーリスモ        | 2019年7月  | B47D20A型    | 直列4気筒DOHCディーゼルターボ | 1,995cc | 190PS/4,000rpm | 40.8kgm/1,750-2,500rpm | 8速AT  | 右           | 5      | FR       | 8,290,000円     |